# Microtis oligantha
Microtis oligantha är en orkidéart som beskrevs av Lucy Beatrice Moore. Microtis oligantha ingår i släktet Microtis och familjen orkidéer. Inga underarter finns listade i Catalogue of Life.